# Campo Lameiro
Campo Lameiro är en kommun i Spanien. Den ligger i provinsen Pontevedra i den autonoma regionen Galicien i nordvästra delen av landet, 500 km väster om huvudstaden Madrid. Antalet invånare är 1 697 (2024). Arean är 63,77 kvadratkilometer.